# Список потерь самолётов ВВС СССР в Афганской войне
Согласно опубликованным данным, в ходе Афганской войны (1979—1989) потери советской авиации (почти исключительно Военно-воздушные силы СССР) составили 118 самолётов. В то же время некоторые источники называют несколько иные цифры, например, 103 или 109 самолётов. Неоднозначность во многом связана с тем, что точные советские данные по потерям советской и афганской авиации засекречены, в советской и афганской прессе такие данные не публиковались, подробная независимая статистика потерь отсутствует, а данные моджахедов и пакистанских военных не всегда точно указывают типы сбитых самолётов и их принадлежность к ВС СССР или ВС ДРА. Данный список составлен по материалам открытых источников и не претендует на исчерпывающую полноту.

## Общая статистика
В нижеприведённой таблице просуммированы все потери, перечисленные в статье по состоянию на 16 июля 2025 года. Эта статистика не является официальной и может меняться по мере уточнения и дополнения информации в статье.
| Тип    | 1979 | 1980 | 1981 | 1982 | 1983 | 1984 | 1985 | 1986 | 1987 | 1988 | 1989 | ИТОГО |    |
| ------ | ---- | ---- | ---- | ---- | ---- | ---- | ---- | ---- | ---- | ---- | ---- | ----- | -- |
| Ан-12  |      |      |      |      | 3    | 2    | 1    | 1    | 2    |      | 1    | 10    | 10 |
| Ан-24  |      |      |      |      |      |      |      |      |      |      | 1    | 1     | 1  |
| Ан-26  |      |      |      |      |      |      | 1    | 1    | 2    | 2    | 1    | 6     | 6  |
| Ан-30  |      |      |      |      |      |      | 1    |      |      |      |      | 1     | 1  |
| Ил-76  | 1    |      |      |      |      | 1    |      |      |      |      |      | 2     | 2  |
| МиГ-21 |      | 6    | 1    | 7    | 2    | 5    |      |      |      |      |      | 21    | 21 |
| МиГ-23 |      |      |      |      |      |      | 5    |      | 3    | 3    | 1    | 11    | 11 |
| Су-17  |      | 1    | 2    | 1    | 3    | 8    | 3    | 9    | 4    | 3    |      | 34    | 34 |
| Су-22  |      |      |      |      |      |      |      |      |      | 3    |      | 3     | 3  |
| Су-24  |      |      |      |      |      |      |      |      |      | 1    |      | 1     | 1  |
| Су-25  |      |      | 1    |      | 1    | 4    | 1    | 8    | 8    | 12   | 1    | 36    | 36 |
| Як-28  |      |      | 1    |      |      |      |      |      | 1    |      |      | 2     | 2  |
| Як-38  |      | 1    |      |      |      |      |      |      |      |      |      | 1     | 1  |
| ИТОГО  | 1    | 8    | 5    | 8    | 9    | 20   | 12   | 19   | 20   | 25   | 5    | 132   |    |

## 1979
- 25 декабря 1979 — Ил-76 № 86036 (128-й гвардейский военно-транспортный авиационный полк). Столкнулся с горой при заходе на посадку в районе Кабула. Погибли 47 человек.

## 1980
- 23 марта 1980 — Су-17М (217-й авиационный полк истребителей-бомбардировщиков). Столкнулся с горой, выходя из атаки цели в условиях облачности в районе Чагчаран. Лётчик капитан Николай Иванович Герасимов погиб.
- 29 мая 1980 — Як-38. Упал на взлёте в Шинданд. Лётчик выжил.
- 1 августа 1980 — МиГ-21бис (115-й гвардейский истребительный авиационный полк). Сбит ДШК в районе Джабаль-Уссарадж. Лётчик ст. л-т Чешенко Л. А. погиб.
- 9 сентября 1980 — МиГ-21Р (263-я отдельная тактическая разведывательная авиационная эскадрилья). Сбит огнём с земли между Газни и Кабулом. Лётчик капитан Горячковский В. В. погиб.
- 23 сентября 1980 — один МиГ-21Р (263-я отдельная тактическая разведывательная авиационная эскадрилья) и два МиГ-21СМ. Уничтожены на земле при взрыве склада боеприпасов на аэродроме Кандагар[4].
- 12 ноября 1980 — МиГ-21бис (115-й гвардейский истребительный авиационный полк). Потерян в районе Файзабад. Лётчик выжил.

## 1981
- 19 марта 1981 — Як-28Р (87-й отдельный разведывательный авиационный полк). При выполнении боевого вылета потерпел аварию на взлёте с аэродрома Карши (Узбекистан) из-за ошибки лётчика. Самолёт сгорел, экипаж не пострадал.
- 15 июня 1981 — МиГ-21УБ (27-й гвардейский истребительный авиационный полк). Сбит огнём с земли в районе Тора-Бора. Один член экипажа погиб, второй (к-н Корчинский) попал в плен. Позже возвращен на Родину в результате обмена.
- 19 июня 1981 — Су-17 (217-й авиационный полк истребителей-бомбардировщиков). Столкнулся с землёй во время разведывательного вылета. Лётчик, старший лейтенант Фарид Акмаев, погиб.[5]
- 14 декабря 1981 — Су-25 (200-я отдельная штурмовая авиационная эскадрилья). Во время атаки цели врезался в гору, причиной крушения стали крен, вызванный несимметричной подвеской авиабомб и «человеческий фактор». Лётчик — капитан М. Е. Дьяков погиб[6][7].
- 8 сентября 1981 — Су-17 (217-й авиационный полк истребителей-бомбардировщиков). Обстоятельства потери неизвестны, информация о судьбе лётчика — к-на Лишенкова Виталия отсутствует .

## 1982
- 27 мая 1982 — МиГ-21 (27-й гвардейский истребительный авиационный полк). Сбит огнём с земли (прямое попадание в подвешенную авиабомбу). Лётчик к-н Срыбный А. И. погиб.
- Июнь 1982 — МиГ-21бис (27-й гвардейский истребительный авиационный полк). Потерян в результате возникновения пожара на борту в боевом вылете (очевидно, подбит огнём ДШК). Лётчик выжил.
- 13 августа 1982 — МиГ-21Р (263-я отдельная тактическая разведывательная авиационная эскадрилья). Потерян по неизвестным причинам при нанесении удара по наземной цели. Лётчик ст. л-т А. Ж. Миронов пропал без вести. Фактически погиб.
- 18 августа 1982 — МиГ-21бис (145-й истребительный авиационный полк). Сбит в районе Баграма. Лётчик выжил.
- 30 августа 1982 — МиГ-21Р (263-я отдельная тактическая разведывательная авиационная эскадрилья). Потерян при аварийной посадке (очевидно, из-за боевых повреждений). Лётчик Виктор Николаевич Лабинцев скончался в госпитале от ожогов.
- 14 сентября 1982 — МиГ-21Р (263-я отдельная тактическая разведывательная авиационная эскадрилья). Обстоятельства потери неизвестны. Лётчик погиб.
- 24 октября 1982 — МиГ-21Р (263-я отдельная тактическая разведывательная авиационная эскадрилья). Сбит огнём ДШК. Лётчик майор Олев Оттович Яассон погиб.
- 4 декабря 1982 — Су-17УМ3 (136-й авиационный полк истребителей-бомбардировщиков). Сбит западнее Кандагара огнём ДШК при выполнении доразведки после удара по цели. Оба члена экипажа Виктор Степанович Гавриков и Игорь Николаевич Хлебников погибли.

## 1983
- 15 февраля 1983 — Ан-12 (111-й отдельный смешанный авиационный полк). Сбит ПЗРК при заходе на посадку в районе Джелалабада. Все члены экипажа: м-р Н. Самылин, к-н Н. Котляр, ст. л-т С. Кулик, к-н Е. Дрикер, ст. л-т С. Соловьев погибли.
- 14 апреля 1983 — Су-25 (200-я отдельная штурмовая авиационная эскадрилья). Разбился на взлёте по причине ошибки в технике пилотирования. Лётчик выжил.[8]
- 26 апреля 1983 — МиГ-21 (вероятно, 263-я отдельная тактическая разведывательная авиационная эскадрилья). Сбит ДШК в районе Кабула; по неофициальной версии — потерян из-за ошибки лётчика или случайно попал под реактивный снаряд, выпущенный другим самолётом. Лётчик ст. л-т В. Константинов погиб.
- 2 июля (или 17 июня?) 1983 — Ан-12 (50-й отдельный смешанный авиационный полк). Сбит огнём ДШК на взлёте с аэродрома Джелалабад. Все находившиеся на борту погибли (8 человек).
- 18 августа 1983 — Су-17М3 (156-й авиационный полк истребителей-бомбардировщиков). Сбит ДШК при заходе на цель северо-западнее Кандагара. Лётчик старший лейтенант Костяев погиб.[9]
- 16 сентября 1983 — Ан-12БП (194-й отдельный военно-транспортный авиационный полк). Сошёл со взлётно-посадочной полосы аэродрома Шинданд и столкнулся с двумя вертолётами Ми-6. Из находившихся на борту 5 человек погибли, 1 выжил.
- 29 октября 1983 — МиГ-21бис (927-й истребительный авиационный полк). Подбит ДШК юго-западнее Бамиана, загорелся. Лётчик катапультировался возле аэродрома и выжил.
- 19 декабря 1983 — Су-17М3 (156-й авиационный полк истребителей-бомбардировщиков). Потерян в районе Баграма. По свидетельству экипажа Ан-26 сбит ПЗРК.Лётчик ст.лейтенант Алексенко А. И. выжил.
- 1983 (дата неизвестна)  — Су-17М3 (136-й авиационный полк истребителей-бомбардировщиков). Обстоятельства потери неизвестны. Лётчик Смирнов С.А Зам.ком.Аэ. выжил.[источник не указан 1320 дней]

## 1984
- 15 января (или 17 января?) 1984 — Су-17М3 (156-й авиационный полк истребителей-бомбардировщиков). Сбит огнём с земли во время атаки цели южнее Шинданда. Лётчик погиб. Лётчик — майор Нагибин Николай Федорович.
- 16 января 1984 — Су-25 (200-я отдельная штурмовая авиационная эскадрилья). Сбит ПЗРК (по другим данным — ДШК) в районе Ургун. Лётчик комэск подполковник П. В. Рубан погиб.[10]
- 18 января 1984 — Ан-12 № 11104 (930-й военно-транспортный авиационный полк). Сбит огнём с земли южнее Мазари-Шарифа. Погибли все находившиеся на борту (8 человек).
- 9 апреля 1984 — Су-17М3 (156-й авиационный полк истребителей-бомбардировщиков). Сбит огнём ДШК при заходе на цель в районе Кандагара. Лётчик ком.аэ майор Мухин А. И. катапультировался.
- 21 апреля 1984 — Су-17М3Р (263-я отдельная тактическая разведывательная авиационная эскадрилья). Потерян в Панджшерском ущелье из-за ошибки лётчика или боевых повреждений. Лётчик погиб.
- 25 апреля 1984 — Су-17М3 (156-й авиационный полк истребителей-бомбардировщиков). Потерян в районе Баграма, предположительно сбит ПЗРК. Лётчик Соколов С. А. в бою с моджахедами был тяжело ранен. Спасён экипажем ПСО, выжил.
- 11 мая 1984 — четыре МиГ-21бис (927-й истребительный авиационный полк). Уничтожены на земле в результате ракетного обстрела аэродрома Баграм.[11]
- 13 мая 1984 — Су-17М3 (156-й авиационный полк истребителей-бомбардировщиков). Потерян юго-западнее Герата, предположительно сбит ПЗРК. Лётчик подполковник Бузов Г. (нш полка) выжил.
- 25 мая 1984 — Су-17М3Р (263-я отдельная тактическая разведывательная авиационная эскадрилья). Сбит ДШК в Панджшерском ущелье. Лётчик старший лейтенант Давыдов А.Н. погиб.
- 15 июня 1984 — МиГ-21бис (927-й истребительный авиационный полк). Сбит в районе Баграма. Лётчик выжил.[11]
- 9 сентября 1984 — Су-17М3 (136-й авиационный полк истребителей-бомбардировщиков). Группа самолетов 136 апиб вылетела с аэродрома Кокайды, СССР для нанесения БШУ в ДРА. Самолет к-на В.Ластухина сбит в районе Пули-Хумри; по другим данным, лётчик потерял управление из-за особенностей данной машины. Лётчик катапультировался и погиб на земле в бою с противником.
- 20 сентября 1984 — Су-25 (378-й отдельный штурмовой авиационный полк). Разбился при посадке на аэродроме Баграм из-за ошибки лётчика. Машина списана (хотя формально учтена как подлежащая восстановлению), лётчик не пострадал.[12]
- 21 сентября 1984 — Ан-12. Сбит огнём с земли в районе Саракчар, провинция Логар. Информации о жертвах нет.
- 18 октября 1984 — Су-25 (378-й отдельный штурмовой авиационный полк). Обстоятельства потери неизвестны. Лётчик погиб.
- 27 октября 1984 — Ил-76 (128-й гвардейский военно-транспортный авиационный полк). Сбит ПЗРК «Стрела-2» при заходе на посадку в районе Кабула. Погибли 11 человек (7 членов экипажа/4 человека сопровождающих груз).

- 10 декабря 1984 — Су-25 (378-й отдельный штурмовой авиационный полк). Сбит огнём с земли в Панджшерском ущелье. Лётчик старший лейтенант Владимир Иванович Заздравнов погиб.[10]
- 1984 (дата неизвестна) — Су-17М3 (156-й авиационный полк истребителей-бомбардировщиков). Потерян в результате взрыва одной из мин во время проведения минирования с воздуха. Лётчик майор Тимохин Н. И. выжил.

## 1985
- 22 января 1985 — Ан-26РТ (50-й отдельный смешанный авиационный полк). Сбит ПЗРК в районе Джебаль-Уссардж. Погибли все находившиеся на борту (7 человек).
- 13 февраля 1985 — Су-17М3 (168-й гвардейский авиационный полк истребителей-бомбардировщиков). Столкнулся с землёй северо-западнее Кандагара во время атаки цели в ночных условиях. Лётчик, замполит аэ майор Иванов, погиб.
- 11 марта 1985 — Ан-30Б (50-й отдельный смешанный авиационный полк). Подбит ПЗРК в Панджшерском ущелье; возник пожар на борту, упал при попытке совершить посадку в Баграме. 2 члена экипажа погибли, 3 выжили.
- 21 июня 1985 — МиГ-23МЛД (982-й истребительный авиационный полк). Потерян в районе Калат, предположительно мог быть сбит зенитным огнём. Лётчик погиб.[13]
- 1 июля 1985 — Су-17М3Р (263-я отдельная тактическая разведывательная авиационная эскадрилья). Потерян из-за отказа двигателя сразу после взлёта с аэродрома Баграм. Лётчик выжил.
- 11 июля 1985 — Ан-12 (111-й отдельный смешанный авиационный полк). Сбит ПЗРК на взлёте с аэродрома Кандагар. Погибли 14 человек. Некоторые источники относят эту потерю к 22 сентября.
- 22 июля 1985 — Су-25 (378-й отдельный штурмовой авиационный полк). Сбит огнём зенитной горной установки в Панджшерском ущелье. Лётчик, старший лейтенант Сергей Викторович Шумихин, погиб.[14]
- 23 июля 1985 — МиГ-23МЛД (905-й истребительный авиационный полк). Сбит огнём ДШК при перелёте из Афганистана в Талды-Курган (Казахстан). Лётчик погиб.[13][15]
- 8 августа 1985 — МиГ-23МЛД (982-й истребительный авиационный полк). Столкнулся с горой северо-западнее Кандагара, возможно, в результате боевых повреждений. Лётчик погиб.[13]
- 18 октября 1985 — МиГ-23 (982-й истребительный авиационный полк). Столкнулся в воздухе с другим МиГ-23 (вернувшимся после столкновения на аэродром) в районе Кандагара. Лётчик выжил.[13]
- 16 декабря 1985 — Су-17М3Р (263-я отдельная тактическая разведывательная авиационная эскадрилья). Потерян в долине Бамиан[нем.], вероятно, в результате обстрела из ДШК. Лётчик выжил.
- 27 декабря 1985 — МиГ-23МЛД (655-й истребительный авиационный полк). Сбит огнём зенитной горной установки над Джабаль-Уссардж. Лётчик старший штурман 655-го иап подполковник А. Левченко погиб.

## 1986
- 3 апреля 1986 — Су-17М3Р (263-я отдельная тактическая разведывательная авиационная эскадрилья). Сбит ДШК юго-западнее Гардеза. Лётчик, старший лейтенант Покатаев Евгений Александрович, погиб.[5]
- 6 апреля 1986 — Су-25 (378-й отдельный штурмовой авиационный полк). Сбит в районе Хоста зенитным огнём из ПЗРК Redeye. Лётчик А. В. Руцкой выжил.
- 18 апреля 1986 — Су-25 (378-й отдельный штурмовой авиационный полк). Списан после аварийной посадки в районе Хоста с боевыми повреждениями от огня ДШК. Лётчик (майор К. Л. Осипов) не пострадал.
- 17 мая 1986 — Су-17М3 (136-й авиационный полк истребителей-бомбардировщиков). Сбит ДШК в районе Баграма. Лётчик выжил.
- 15 июня 1986 — Су-17УМ3 (263-я отдельная тактическая разведывательная авиационная эскадрилья). Потерян по небоевой причине во время взлёта с аэродрома Баграм. Оба члена экипажа выжили.
- 16 августа 1986 — Су-17М3Р (263-я отдельная тактическая разведывательная авиационная эскадрилья). Самолёт сбит ДШК или ПЗРК юго-западнее Джелалабада. Лётчик майор Фадеев катапультировался и подобран экипажем ППС.
- 23 августа 1986 — Су-25 (378-я ОШАП). Сбит ПЗРК в районе афгано-иранской границы. Лётчик капитан Смирнов А. Г. катапультировался — выжил.[16]
- 22 сентября 1986 — Су-17М3Р (263-я отдельная тактическая разведывательная авиационная эскадрилья). Во время разведывательного вылета в районе Бамиана получил боевые повреждения от огня с земли, разбился при посадке. Лётчик капитан Александров выжил.
- 2 октября 1986 — Су-25 (378-й отдельный штурмовой авиационный полк). Предположительно столкнулся с горой в ночном вылете в провинции Вардак. Лётчик старший лейтенант А. Баранов погиб.
- 22 октября 1986 — Су-17М3Р (263-я отдельная тактическая разведывательная авиационная эскадрилья). Сбит в районе афгано-пакистанской границы. Летчик Ст. л-т Смолин катапультировался и подобран ПСС.
- 18 ноября 1986 — Су-25 (378-й отдельный штурмовой авиационный полк). Сбит ПЗРК. Лётчик выжил.[17]
- 20 ноября 1986 — Су-25 (378-й отдельный штурмовой авиационный полк). Сбит в районе Саланга. Лётчик старший лейтенант Алешин Игорь Викторович погиб.[18]
- 29 ноября 1986 — Ан-12 (50-й отдельный смешанный авиационный полк). Сбит ПЗРК после взлёта с аэродрома Кабул. Все члены экипажа и пассажиры погибли (около 30 человек).

- 3 декабря 1986 — два Су-25 (378-й отдельный штурмовой авиационный полк). Оба самолёта сбиты ПЗРК западнее Кабула. Оба лётчика выжили.[12]
- 26 декабря 1986 — Ан-26РТ (50-й отдельный смешанный авиационный полк). Сбит двумя ракетами ПЗРК. Из состава экипажа погиб 1 человек.
- 1986 (дата неизвестна) — Су-17М3Р (263-я отдельная тактическая разведывательная авиационная эскадрилья). Получил тяжёлые боевые повреждения и списан. Летчики м-р Пакин и ст. л-нт Кокоткин остались живы.
- 1986 (дата неизвестна) — Су-17М3Р (263-я отдельная тактическая разведывательная авиационная эскадрилья). Самолет поврежден огнем с земли, летчик Капитан Александров катапультировался в районе аэродрома Баграм , подобран вертолетом ПСО.
- 1986 (дата неизвестна) — Су-17М3 (166-й авиационный полк истребителей-бомбардировщиков). Сбит огнём с земли. Лётчик выжил.

## 1987
- 21 января 1987 — Су-25 (378-й отдельный штурмовой авиационный полк). Сбит ПЗРК 'Стингер' в районе Баграма. Лётчик старший лейтенант Константин Григорьевич Павлюков катапультировался и погиб на земле в бою с противником.
- 28 января 1987 — Су-25 (378-й отдельный штурмовой авиационный полк). Сбит ПЗРК в районе Хоста. Лётчик катапультировался и спасён.[12]
- 5 февраля 1987 — Су-25 (378-й отдельный штурмовой авиационный полк). Обстоятельства потери неизвестны. Лётчик командир звена капитан Бурак Мирослав Михайлович погиб.[18]
- 23 февраля 1987 — МиГ-23МЛД (190-й истребительный авиационный полк). Совершил неудачную посадку из-за ошибки лётчика и списан. Лётчик не пострадал.[19]
- 10 марта 1987 — МиГ-23МЛД (190-й истребительный авиационный полк). Потерян из-за помпажа двигателя при нанесении удара в районе озера Суруби; официально считается сбитым ДШК. Лётчик катапультировался и спасён.[19]
- 2 апреля 1987 — Су-25 (378-й отдельный штурмовой авиационный полк). Сбит ПЗРК. Лётчик выжил.[20]
- 12 апреля 1987 — Су-17М3 (136-й авиационный полк истребителей-бомбардировщиков). Сбит ПЗРК северо-западнее Кандагара. Лётчик командир 2-й аэ п/п-к В.Шломин катапультировался, подобран вертолетом ПСО.
- 15 апреля 1987 — Як-28Р (87-й отдельный разведывательный авиационный полк). Сбит ПЗРК в районе Мазари-Шарифа. Оба члена экипажа катапультировались и погибли на земле в бою с противником (Поваренков и Чистеев).
- 16 апреля 1987 — МиГ-23МЛД (190-й истребительный авиационный полк). Сбит в районе Джавары огнём зенитной горной установки. Лётчик командир полка Л.Фурса катапультировался и спасён.[21]
- 16 мая 1987 — Су-17М3Р (263-я отдельная тактическая разведывательная авиационная эскадрилья). Сбит ПЗРК юго-западнее Кабула. Лётчик капитан Михаил Александрович Александров катапультировался, найден и подобран ПСО.
- 1 июня 1987 — Су-25 (378-й отдельный штурмовой авиационный полк). Сбит в районе аэродрома Кандагара. Лётчик катапультировался и спасён.[12]
- 16 июня (19 июня?) 1987 — Су-17М3 (136-й авиационный полк истребителей-бомбардировщиков). Сбит ДШК западнее Кандагара. Лётчик к-н Ю.Стрибный катапультировался, подобран вертолетом ПСО.
- 12 июля 1987 — Ан-12 (930-й военно-транспортный авиационный полк, АС Завитинск). Самолёт при посадке в Кандагаре попал под обстрел и выкатился на минное поле. В результате возникшего на борту пожара сдетонировал груз боеприпасов. Пострадал 1 член экипажа. Были погибшие и раненные среди личного состава вертолетного полка, базировавшегося в Кандагаре, и 1-й аэ 136 апиб, бросившихся на помощь экипажу. В 136 апиб погибли к-н Федин и ст.пр-к Бочарников, были ранены м-р Павлущенко и м-р Васильев. В общей сложности погибли 16 человек и ранено 37 .[22].
- 20 августа (менее вероятно 20 июля) 1987 — Су-25 (378-й отдельный штурмовой авиационный полк). Потерян в районе Газни. Во время взлёта пуля ДШК пробила трубопровод кислородной системы питания летчика. Лётчик старший лейтенант Палтусов Владимир Александрович потерял сознание и погиб в катастрофе.[18]
- 13 сентября 1987 — Су-25 (378-й отдельный штурмовой авиационный полк). Потерян в районе Бараки, по официальным данным, сбит ПЗРК. Лётчик старший лейтенант Земляков Виктор Николаевич погиб.[18]
- 21 октября 1987 — Ан-12БК (50-й отдельный смешанный авиационный полк). На взлёте с аэродрома Кабул столкнулся с вертолётом Ми-24. Погибли 18 человек. Стрелок экипажа Ан-12 остался жив.
- 22 октября (23 октября?) 1987 — Ан-26 (50-й отдельный смешанный авиационный полк). Сбит ПЗРК при заходе на посадку в районе Джелалабада. Погибли 8 членов экипажа и пассажиров.
- 27 октября (28 октября?) 1987 — Су-17М3Р (263-я отдельная тактическая разведывательная авиационная эскадрилья). Сбит в провинции Кунар предположительно ПЗРК. Лётчик старший лейтенант Сергей Пантелюк погиб (его останки не найдены, как и место падения самолёта).
- 21 декабря 1987 — Ан-26 (50-й отдельный смешанный авиационный полк). Сбит ПЗРК после взлёта с аэродрома Баграм. Погиб 1 член экипажа.
- 28 декабря (26 декабря?) 1987 — Су-25 (378-й отдельный штурмовой авиационный полк). Пропал во время ночного вылета восточнее Баграма. Лётчик сочтён погибшим.

## 1988
- 12 января 1988 — Су-17М4 (274-й авиационный полк истребителей-бомбардировщиков). Сбит ПЗРК в Панджшерском ущелье;Летчик, командир эскадрильи майор Сергей Юрчук в целях обнаружения противника «нырнул» над землей, тем самым вызвав огонь на себя, попадание ПЗРК, катапультировался, приземлился на снежной вершине на высоте ок. 6000 м, при приземлении получил травму, спасение заняло двое суток; для этого с вертолета Ми-8 на вершину был десантирован прапорщик Николай Скрипкин — испытатель парашютных систем, мастер парашютного спорта, обладатель 14 мировых рекордов на точность приземления (13 — ночью, 1 — днем); спасатель помог травмированному летчику спуститься на площадку 4000 м, откуда оба были эвакуированы вертолетом. Лётчик выжил.[23][неавторитетный источник]
- 17 марта 1988 — Су-25 (378-й отдельный штурмовой авиационный полк). Во время учебных стрельб на полигоне при выходе из блока взорвалась неуправляемая ракета С-8. Лётчик катапультировался и спасён.[12]
- 18 апреля 1988 — МиГ-23МЛД (979-й истребительный авиационный полк). Столкнулся с землёй в районе Кандагара при заходе на посадку; по официальной версии, сбит ПЗРК[24][неавторитетный источник]. Лётчик старший лейтенант Кругляков Павел Николаевич погиб.[23]
- 25 апреля 1988 — Су-17М3Р (263-я отдельная разведывательная авиационная эскадрилья). Потерян в районе Баграма в результате остановки двигателя после попадания птицы в воздухозаборник; по неофициальной версии — в результате попадания в самолёт тепловой ловушки ведущего. Лётчик выжил.
- 17 мая 1988 — два Су-22. Сбиты F-16 ВВС Пакистана, пилотируемым Хамидом Кадри (A. Hameed Qadri), над афганско-пакистанской границей[25]
- 7 июня 1988 — Су-25. Сгорел на аэродроме Кандагар в результате ракетного обстрела. [неавторитетный источник]
- 23 июня (24 июня?) 1988 — восемь Су-25 (378-й отдельный штурмовой авиационный полк). Уничтожены на земле в результате ракетного обстрела аэродрома Кабул.
- 24 июня 1988 — Ан-26 (50-й отдельный смешанный авиационный полк). Сбит огнём из стрелкового оружия в районе Баграм. Погибли 5 членов экипажа.
- 4 августа 1988 — Су-25 (378-й отдельный штурмовой авиационный полк). Сбит южнее Хоста пакистанским истребителем F-16 ВВС Пакистана, пилотируемым Ахтаром Имамом Бохари (Akhtar Imam Bokhari), после непреднамеренного вторжения в воздушное пространство Пакистана. Лётчик (заместитель командующего ВВС 40-й армии полковник Александр Руцкой) катапультировался и был взят в плен на территории Пакистана, позднее освобождён в обмен на партию оружия для моджахедов[26].
- Август 1988 — Су-17М4 (274-й авиационный полк истребителей-бомбардировщиков). Сгорел на земле в результате ракетного обстрела аэродрома Шинданд; по неофициальной версии, пожар возник при попытке слить керосин для продажи.
- 12 сентября 1988 — два МиГ-23МЛД. Сбиты F-16 ВВС Пакистана, пилотируемым Халидом Махмудом (Khalid Mahmood), над афганско-пакистанской границей[25].
- 28 октября 1988 — Су-25 (378-й штурмовой авиационный полк). Самолёт, накануне повреждённый при посадке, сгорел на аэродроме Баграм в результате пожара на складе тепловых ловушек.[12][27][неавторитетный источник]
- 3 ноября 1988 — Су-22. Сбит F-16 ВВС Пакистана, пилотируемым Халидом Махмудом (Khalid Mahmood), над афганско-пакистанской границей[25].
- 8 ноября 1988 — МиГ-23МЛД (120-й истребительный авиационный полк). Сошёл с ВПП во время посадки в Баграме в результате технической неисправности. Самолёт списан, лётчик не пострадал.[28]
- 20 ноября 1988 — Ан-26. Сбит F-16 ВВС Пакистана, пилотируемым Мухаммадом Аббасом Хаттаком (Muhammad Abbas Khattak) над афганско-пакистанской границей[25].
- 18 декабря 1988 — Су-24. Самолёт, возвращавшийся из боевого вылета, при посадке на аэродром Карши (Узбекистан) сошёл с взлётно-посадочной полосы и загорелся. Погиб 1 член экипажа.

## 1989
- 7 января 1989 — Су-25 (378-й отдельный штурмовой авиационный полк). Сбит ПЗРК "Стингер" в районе Пагман. Лётчик старший лейтенант (возможно капитан) Гордиенко погиб.[29][30]
- 11 января 1989 — МиГ-23МЛД (120-й истребительный авиационный полк). Потерян в районе Шинданд из-за технических неполадок (отказ турбонасоса). Лётчик капитан С.Лубенцов выжил.[31]
- 22 января 1989 — Ан-26М (50-й отдельный смешанный авиационный полк). Получил тяжёлые повреждения на аэродроме Кандагар во время ракетного обстрела, по всей видимости, списан. Жертв нет.
- 23 января 1989 — Ан-12БП №11987 (930-й военно-транспортный авиационный полк). Разбился при посадке под огнём противника на аэродром Кандагар. Жертв нет.
- 31 января 1989 — Ан-24. Сбит F-16 ВВС Пакистана, пилотируемым Халидом Махмудом (Khalid Mahmood), над афганско-пакистанской границей[25].